# Charaxes subpallida
Charaxes subpallida är en fjärilsart som beskrevs av James John Joicey och Talbot 1925. Charaxes subpallida ingår i släktet Charaxes och familjen praktfjärilar. Inga underarter finns listade i Catalogue of Life.